# Grot van Pech Merle
De grot van Pech Merle ligt in het Franse departement Lot, in de vallei van de rivier Célé in Quercy in de regio Occitanië, vlak bij het dorpje Cabrerets. De dichtstbijzijnde stad is Cahors.
In de twee kilometer lange grot zijn prehistorische rotstekeningen te vinden die gerekend worden tot de mooiste van Frankrijk. Tevens is het een prachtige druipsteengrot.
In de grot kan men onder andere tekeningen bewonderen van bizons, paarden, mammoeten, oerossen, herten en figuren waarvan de betekenis onduidelijk is. Daarnaast vindt men in deze grotten gestencilde handen. Met deze techniek wordt de hand tegen de rots gedrukt en wordt er kleurstof in poedervorm overheen geblazen. Op deze manier ontstaat een afdruk van de hand op de rots. Ook bevinden zich in de grotten tekeningen van mensen en een aantal versteende voetafdrukken.
De bekendste afbeelding is die van het gestippelde paard (Cheval de Pomelé). Ook de negatieve handafdruk met de dertien stippen is erg bijzonder.
Het bestaan van het grottenstelsel was al bekend aan het begin van de 20e eeuw, maar de grot met de tekeningen is in 1922 ontdekt door drie Franse kinderen, van 13, 15 en 16. In de loop der jaren is in de nabije omtrek nog een tiental andere grotten ontdekt met rotstekeningen, maar alleen Pech Merle is opengesteld voor het publiek. Deze openstelling is overigens beperkt: er mogen maar 700 bezoekers per dag de grot in.
De tekeningen in de grot van Pech Merle zijn zo'n 29.000 - 18.000 jaar geleden gemaakt door de cro-magnonmens.
Zie ook:
- Lijst van grotten in Frankrijk